# Боднар Світлана Миколаївна
Світлана Миколаївна Боднар (нар. 11 січня 1980, с. Олишківці, нині Україна) — українська журналістка, редакторка, громадсько-політична діячка. Членкиня Національної спілки журналістів України. Голова Збаразької районної ради (від 27 листопада 2015 до 21 грудня 2020). Депутат Збаразької міської ради (від 1 грудня 2020).

## Життєпис
Світлана Боднар народилася 11 січня 1980 року в селі Олишківцях, нині Збаразької громади Тернопільського району Тернопільської области України.
Навчалася у Збаразькій загальноосвітній школі № 3 (1997, із золотою медаллю), закінчила історичний факультет Тернопільського державного педагогічного університету імені Володимира Гнатюка (2002, з відзнакою).
Працювала редакторкою у Тернопільській держтелерадіокомпанії (2002—2004), консультанткою відділу зв'язків з громадськістю апарату, головною спеціалісткою відділу преси та інформації головного управління з питань внутрішньої політики, релігій, національностей, преси та інформації Тернопільської ОДА (2004—2011), редакторкою Збаразької районної газети «Народне слово» (2011—2015), заступницею голови Збаразької РДА (2015), головою Збаразької районної ради (2015—2020), нині — начальниця відділу дошкільної, загальної середньої, позашкільної освіти, виховної роботи Тернопільської ОДА.